# Der blaue Vogel (1976)
Der blaue Vogel (Originaltitel: The Blue Bird, russisch Синяя птица , Sinjaja ptiza) ist ein Märchenfilm aus dem Jahr 1976. Das Drehbuch entstand frei nach L’oiseau bleu von Maurice Maeterlinck. Der Film war die erste und einzige Koproduktion zwischen den USA und der Sowjetunion während des Kalten Krieges. Regie führte der US-amerikanische Filmregisseur George Cukor.

## Handlung
Die Geschwister Mytyl und Tyltyl leben mit ihren Eltern in ärmlichen Verhältnissen in einem Dorf am Waldrand. Der Vater arbeitet als Holzfäller, und die Mutter erledigt die täglich anfallenden Haushaltsarbeiten. Die Kinder spielen den ganzen Tag unbedarft im Wald und kommen auf ihrem Weg dorthin auch immer wieder am Nachbarshaus vorbei, in dem ein scheinbar krankes Mädchen wohnt. Da im Wald viele Gefahren lauern, ist die Mutter immer in großer Sorge um die Geschwister. Als Mytyl und Tyltyl eines Tages zu spät nach Hause kommen, müssen sie zur Strafe ohne Abendessen sofort schlafen gehen. Der am Abend heimkehrende Vater beruhigt seine aufgebrachte Frau, woraufhin diese merkt, dass sie überreagiert hatte und den Kindern das Essen in die Schlafkammer bringt. Die schlafen aber schon tief und fest.
Innerhalb eines Traums werden die Geschwister durch ein Feuerwerk und Musik aufgeweckt. Sie schleichen sich unbemerkt aus dem Haus, um der Sache auf den Grund zu gehen. Im Wald sehen sie auf einer Lichtung ein Herrenhaus, in dem ein rauschendes Fest gefeiert wird. Im Schutz der Bäume beobachten sie die reichen Leute in ihren schönen Kleidern, die keine Sorgen und Nöte zu kennen scheinen. Eine fröhliche Gesellschaft, in der es Essen und Trinken im Überfluss gibt. Sie denken, dass diese Menschen sehr glücklich sein müssen. Auch wird ihnen bewusst, wie arm sie selbst sind und dass es schön wäre, in Reichtum leben zu können. Als sie wieder nach Hause zurückkehren, wo sie sich heimlich in ihre Schlafkammer schleichen wollen, erscheint plötzlich eine Hexe. Sie ist auf der Suche nach dem blauen Vogel der Glückseligkeit und erzählt den Geschwistern, dass sie diesen für die Genesung eines kranken Mädchens braucht. Da die Hexe den blauen Vogel aber nicht finden kann, beauftragt sie die Kinder mit der Suche danach. Tyltyl übergibt sie einen Hut mit einem magischen Diamanten, der den Träger die Fähigkeit verleiht, Dinge mit anderen Augen zu sehen. Als Tyltyl den Hut aufsetzt und den Diamanten dreht, verwandelt sich die Hexe in das Licht. Mit Hilfe eines Zauberstabs verwandelt das Licht nacheinander das Feuer, das Wasser, das Brot, die Milch, den Zucker, den Hund Tylo und die Katze Tylette in personifizierte sprechende Gestalten. Unter der Führung des Lichts macht sich die Gruppe mit den Geschwistern auf die Suche nach dem Geheimnis des blauen Vogels und begibt sich dabei auf eine Reise in eine phantastische Welt voller skurriler Objekte und Gestalten. Die Kinder begegnen dabei ihren verstorbenen Großeltern sowie der Nacht, dem blauen Vogel, dem Luxus, der Mutterliebe, der Eiche und Vater Zeit, die allesamt auch in personifizierter Gestalt auftreten. Während ihrer Suche erkennen Tyltyl und Mytyl, dass man den blauen Vogel nicht einfangen kann. Ihnen wird bewusst, dass Glück sich nicht erzwingen oder festhalten lässt bzw. Glück eine Frage der Sichtweise ist. Am Ende der Reise kehrt die Gruppe wieder nach Hause zurück. Die Lebensmittel, das Feuer, das Wasser, Tylo und Tylette verabschieden sich nacheinander von den Kindern, bevor sie sich wieder in ihre ursprüngliche Gestalt zurückverwandeln und ihren alten Platz im Haus einnehmen. Sie machen den Geschwistern jedoch bewusst, dass sie täglich bei ihnen sind, auch wenn sie nicht mehr sprechen können. Danach begleitet das Licht die Kinder in ihre Schlafkammer, um sie wieder ins Bett zu bringen. Auch das Licht geht nicht, ohne vorher noch zu verdeutlichen, dass es jeden Tag in Form von Sonnenstrahlen, jede Nacht durch den Lampenschein und auch in guten Gedanken bei ihnen ist.
Als die Kinder am nächsten Morgen von ihrer Mutter aus dem Traum geweckt werden, sehen sie die alltäglichen Dinge plötzlich mit einem anderen Bewusstsein. Sie begrüßen ihre Eltern, das Feuer, das Wasser, die Lebensmittel und den Hund. Die Eltern sind erstaunt über dieses Verhalten. Tyltyl und Mytyl wissen jetzt, dass Glücklichsein keine Frage von arm oder reich ist. Glück bedeutet, Freunde und eine Familie zu haben, in der es Vertrauen und Geborgenheit gibt und in der sich einer um den anderen kümmert. Die Geschwister erkennen in der Taube im Vogelbauer den blauen Vogel. Sie begreifen, dass das Glück die ganze Zeit gegenwärtig war, und bringen die blaue Taube zu dem kranken Nachbarsmädchen. Jetzt scheint auch sie das Glück in Gestalt von Tyltyl als Freund gefunden zu haben. Als er den Vogel aus dem Käfig nimmt und ihr in die Hand gibt, kann dieser entweichen und fliegt davon. Doch traurig sind die Kinder nicht, denn sie kennen jetzt das große Geheimnis der Dinge und wissen, dass der blaue Vogel das Glück in die Welt hinausträgt und jederzeit allgegenwärtig sein kann.

## Kritiken
- Maurice Maeterlincks symbolische Dichtung gab die Vorlage für die erste US-amerikanisch-sowjetische Koproduktion, eine in jeder Hinsicht bizarre Mixtur: Hollywood-Farben wechseln sich ab mit sehr russischen Ballettnummern. Eines der seltsamsten Werke im Oeuvre Cukors, in dem von der allegorischen Gedankenwelt Maeterlincks nur noch Spuren erhalten blieben. (Filmdienst)[1]

## Synchronisation
| Rolle      | Darsteller          | BRD-Synchronisation   | DDR-Synchronisation |
| ---------- | ------------------- | --------------------- | ------------------- |
| Mytyl      | Patsy Kensit        |                       | Manuela Meile       |
| Tyltyl     | Todd Lookinland     | Oliver Rohrbeck       | Frank Worm          |
| Licht      | Elizabeth Taylor    | Rosemarie Fendel      | Evelin Heidenreich  |
| Nacht      | Jane Fonda          | Ursula Herwig         | Ursula Genhorn      |
| Luxus      | Ava Gardner         | Dagmar Altrichter     | Marion van de Kamp  |
| Katze      | Cicely Tyson        |                       | Helga Sasse         |
| Milch      | Margarita Terechowa |                       | Ulrike Hanke-Hänsch |
| Zucker     | Georgi Wizin        |                       | Heinz Rennhack      |
| Hund       | George Cole         | Eric Vaessen          |                     |
| Großmutter | Mona Washbourne     | Eva Lissa             |                     |
| Großvater  | Will Geer           | Siegfried Schürenberg |                     |
| Vater Zeit | Robert Morley       | Erich Fiedler         |                     |

Den Dialog der DDR-Synchronisation schrieb Gerda Malig, die Regie übernahm Freimut Götsch in DEFA Studio für Synchronisation. Die BRD-Synchronisation wurde erstellt von der Berliner Synchron nach einem Dialogbuch von Lutz Ahrenz unter Regie von Dietmar Behnke.

## Sonstiges
- Der Film war bereits die fünfte Adaption von Maeterlincks Schauspiel. Vorausgegangen waren 1910 ein Stummfilm der Gaumont British Picture Corporation, 1918 ein Stummfilm der Famous Players-Lasky Corporation von Maurice Tourneur, 1940 eine Tonversion der 20th Century Fox von Walter Lang mit Shirley Temple und 1970 ein sowjetischer Animationsfilm von Wassili Liwanow. Danach folgte 1980 noch eine japanische Anime-Fernsehserie von Hiroshi Sasagawa.[3]
- Oleg Popow, der weltweit bekannte Clown und Artist des sowjetischen Staatszirkus, hat einen Cameo-Auftritt im Film.
- Tänzerinnen und Tänzer des sowjetischen Kirow-Ballett wirken im Film mit.
- Die US-Schauspielerinnen Katharine Hepburn und Shirley MacLaine hatten ebenfalls Rollen übernommen. Diese wurden aber kurz vor Drehbeginn durch das Produktionsmanagement zusätzlich mit ihrer britischen Kollegin Elizabeth Taylor besetzt.[3]
- Der US-Schauspieler James Coco, der die personifizierte Gestalt des Hundes Tylo spielen sollte, musste während der Dreharbeiten wegen Gallenblasenbeschwerden gegen seinen britischen Kollegen George Cole ausgewechselt werden. Die entsprechenden Szenen mussten neu gedreht werden.[3]
- 1972 legte US-Präsident Richard Nixon während seines Besuchs in der Sowjetunion den Grundstein für ein gemeinsames Filmprojekt. Auf amerikanischer Seite wurde das Projekt 20th Century Fox und der britischen Filmproduktionsgesellschaft Tower International übertragen bzw. auf sowjetischer Seite dem Lenfilm[4] in Zusammenarbeit mit Sovinfilm.
- Über zwei Jahre dauerte die Vorbereitungsphase, bis die Dreharbeiten 1975 begannen. Problematisch gestaltete sich die Verständigung über das Thema bzw. den Inhalt des gemeinsamen Filmprojekts, da die sowjetische Seite etliche Vorschläge kritisierte bzw. ablehnte. Die Ansichten konnten gegensätzlicher kaum sein. Die amerikanische Seite betrachtete das Ganze rein unter dem kommerziellen Aspekt bzw. der Vermarktung, die sowjetische Seite dagegen, rein unter dem gesellschaftlich-ideologischen bzw. künstlerischen Aspekt. Das Projekt durfte deshalb aus ihrer Sicht keine politischen, sozialkritischen, militärischen, erotischen und gewalttätigen Elemente beinhalten. Letztendlich schlugen die Fox-Studios das Thema Fantasy vor und boten Maeterlincks Märchen an, da sie auch die Eigentumsrechte am Script besaßen. 1940 hatten sie den Stoff schon mal verfilmt. Die sowjetische Seite akzeptierte das Script, da das belgische Symbolmärchen seit der Moskauer Bühneninszenierung im Jahre 1909 durch Konstantin Sergejewitsch Stanislawski zu einem der Lieblingsstücke der Russen avancierte und 1970 auch schon mal von ihnen verfilmt wurde. Im Bezug auf die kommunistische Ideologie bestanden daher keinerlei Einwände.[5][6][7]
- Die offiziellen Dreharbeiten fanden vom 20. Januar bis 14. August 1975 in Moskau und Leningrad statt.[3][7]
- Schon während der Dreharbeiten geriet das Projekt im Westen in die Negativschlagzeilen, da beide Seiten unterschiedliche Ansichten bezüglich des Teamworks, der Umsetzung bzw. des Zeit- und Kostenfaktors hatten. Außerdem traten Verständigungsprobleme durch die nicht exakte Übersetzung der sowjetischen Dolmetscher auf, die für die Regie bzw. am Filmset aber unentbehrlich war. Ein Großteil der sowjetischen Filmcrew hatte nicht ausreichende bzw. keine Englischkenntnisse.[4]
- Die Produktionskosten betrugen etwa 12 Millionen US-Dollar.[7]
- Am 5. April 1976 kam der Film in die US-Kinos und floppte dort an den Kinokassen.[7]
- Am 4. November 1976[1] war die Kinopremiere in der Bundesrepublik. In der DDR kam der Film am 9. Dezember 1977 in die Kinos.
- Laut kino-teatr.ru wurde der Film am 30. April 1976 in New York uraufgeführt und am 3. Januar 1977 in Moskau veröffentlicht.[8]

## Auszeichnungen
- 1977 Saturn Awards: Nominierung in der Kategorie „Bester Fantasy-Film“
- 1976 Teheran IFF for Children and Youth: Auszeichnung mit einem Ehrendiplom